# Cantó de Cholet-3
El cantó de Cholet-3 és una antiga divisió administrativa francesa del departament de Maine i Loira, situat al districte de Cholet. Té 3 municipis i el cap es Cholet. Va existir de 1973 a 2015.

## Municipis
- Cholet (part)
- Saint-Christophe-du-Bois
- La Tessoualle

## Història
| Data d'elecció                           | Identitat              | Partit        | Qualitat |
| ---------------------------------------- | ---------------------- | ------------- | -------- |
| 1973-1994                                | Francis Bochereau      | UDF-CDS       |          |
| 1994-2008                                | Michel Manceau         | Divers droite |          |
| 2008-2015                                | Florence Dabin-Hérault | UMP           |          |
| les dades anteriors no són pas conegudes |                        |               |          |
|                                          |                        |               |          |

## Demografia
| A partir de 1990: Població sense dobles comptes |